# Hockeria nikolskayae
Hockeria nikolskayae is een vliesvleugelig insect uit de familie bronswespen (Chalcididae). De wetenschappelijke naam is voor het eerst geldig gepubliceerd in 1982 door Husain & Agarwal.